# إدوارد توماس أبرامز
إدوارد توماس أبرامز هو جراح وسياسي أمريكي، ولد في 20 نوفمبر 1860 في Eagle River, Michigan ‏ في الولايات المتحدة، وتوفي في 20 مايو 1918 في Dollar Bay, Michigan ‏ في الولايات المتحدة. انتخب عضو مجلس نواب ميشيغان ‏.